# 金屬工藝大賽
金屬工藝大賽是由新北市立黃金博物館舉辦的一項金屬工藝雙年賽事，兩年一屆，第一屆是2007年開始。賽事有別於臺灣傳統工藝或是商業設計競賽的評審方式，強調創作者的創意與工藝技巧，2015年起拓展規模為國際規格，更名為2015臺灣國際金屬工藝大賽，2018年再更名為新北市國際金屬工藝大賽，延續名稱至今，是臺灣唯一針對金屬工藝類別舉辦的例行國際賽。

## 外部連結
- 2013新北市全國國際金屬工藝大賽 （页面存档备份，存于）
- 2015台灣國際金屬工藝大賽 （页面存档备份，存于）
- 2018新北市國際金屬工藝大賽
- 2020新北市國際金屬工藝大賽